# Bossoroca
Bossoroca är en kommun i Brasilien.   Den ligger i delstaten Rio Grande do Sul, i den södra delen av landet, 1 600 km sydväst om huvudstaden Brasília. Antalet invånare är 6 887. Arean är 1 611 kvadratkilometer.
Terrängen i Bossoroca är huvudsakligen platt, men söderut är den kuperad.
Trakten runt Bossoroca består i huvudsak av gräsmarker. Runt Bossoroca är det mycket glesbefolkat, med 5 invånare per kvadratkilometer.